# Раструб-Б
УРК-5 „Раструб-Б“ е съветски корабен противолодъчен ракетен комплекс. Използва се за въоръжение на големите противолодъчни кораби от проекта 1134-А, 1134-Б, 1155 и стражевите кораби от проекта 1135 с цел унищожаване на подводни лодки (ПЛ), а също бойните надводни кораби (НК) и плавателните съдове на вероятния противник.
Комплексът е модернизация на комплекса УРПК-3 „Метель“. Пусковата установка за ракетите е разработена от КБМ в Москва.

## Модификации
- УРК-5 „Раструб-А“ е вариант на УРК-5 „Раструб“, с носител СКР от проекта 1135 „Буревестник“ (на базата на СУ „Гром-М“). Приет на въоръжение във ВМФ СССР през 1987 г.

- УРК-5 „Раструб-Б“ е вариант на УРК-5 за ГПК от проектите 1134-А, 1134-Б и 1155 (на базата на СУ „Мусон“). Приет на въоръжение във ВМФ СССР през 1987 г.

## Описание
Ракетата 85РУ е способна да поразява както надводни кораби така и подводници. За поразяването на надводни кораби ракетата има самонасочваща се глава и увеличен боен заряд. Поражението на подводници се осъществява от самонасочващо се торпедо, което ракетата пуска в зададения район.
Тя има два стартови и един маршев твърдогоривен двигател. Крилата и килът на ракетата са сгъваеми. Бойното снаряжение е окачено към ракетната част и представлява гондола, в която е поместено противолодъчното малогабаритно торпедо УМГТ-1 (разработчик – НИИ „Хидроприбор“). Скоростта на торпедото УМГТ-1 е 41 възела, далечината на хода е 8 км, дълбочината на хода е 500 м, радиусът за реагиране на системата за самонасочване е 1,5 км. Изборът на целите, предстартовата подготовка на ракетата, стартът от направляващите на ПУ, телеуправлението на ракетата в полета и непрекъсната корекция на нейната траектория в зависимост от текущия пеленг на целта става с апаратурата на пусковата автоматика и корабната система за управление. В режим „ПЛ“ в разчетната точка на траекторията на ракетата КСУ подава команда за пускане на торпедото. След приводняването му с парашут то търси ПЛ-цел, осъществява самонасочване и я унищожава със заряд ВВ.

## История
Към 1960-те години борбата с подводниците става една от основните задачи на флота. Вместо кораби с противокорабни комплекси започва проектирането и масовото строителство на противолодъчни кораби. Те се отличават с наличието на мощна хидроакустична станция, разузнавателен вертолет за ПЛО и нов тип въоръжение – противолодъчните ракети. Първоначално противолодъчните ракети носят фугасен ядрен заряд, способен да извади подводната лодка от строй без точно прицелване. Обаче политическият праг за употребата на ядрените въоръжения се оказва висок и това прави необходимо конвенционалното въоръжение за противолодъчните кораби.

### „Метель“
През 1960 г. ОКБ-52 получава задача да разработи противокорабна крилата ракета с обсег до 50 км за използване от надводните кораби. През 1965 г. главен разработчик на ракетата става филиалът на ОКБ-155. В качеството на бойна част е избрано вече съществуващото самонасочващо се авиационно 533-мм торпедо АТ-2. Ракетата е крилата с твърдогоривен двигател. Към района на целта ракетата се насочва радиокомандно от кораба. За проследяване на ракетата и подаването на команди към нея се използва щатният зенитно-ракетен комплекс на кораба.
Отработването на комплекса преминава в периода 1969 – 71 г., а през 1972 г. комплексът е приет на въоръжение с името УРПК-3 за корабите от проекта 1134А и УРПК-4 – за проекта 1135. Ракетата получава индекса 85Р. По-късно комплексът е поставен на крайцер от проекта 1144 „Киров“ и на БПК от проекта 1155.

## Основнитактико-технически характеристики
- Височина на полет на ракетата при стрелба:
  - по ПЛ 400 м
  - по НК 15 м
- Далечина на стрелбата:
  - максимална 90 км
  - минимална:
    - по ПЛ 5 км
    - по НК 10 км
- Дълбочина на поразяване на ПЛ: 500 м
- Маршева скорост: 290 м/с
- Време за готовност към пуск след приемане на целеуказанията: 15 с.

## Модернизация
През септември 2013 г. става известно, че Главкомът на ВМФ на Русия е взел решение да се модернизират противолодъчните ракети производство от началото на 1960-те години от няколко ракетни комплекса. Решението е прието във връзка с липсата на съвременни образци, а също и заради увеличаване на срока на службата на старите бойни кораби на фона на модернизацията на системите за управление на ВМФ. Предполага се замяната на електрониката на ракетите, отговаряща за целеуказанието. Става дума, преди всичко, за 39 ракети 85РУ на ракетния комплекс „Раструб-Б“. Работите по обновяване на ракетите ще се водят края на август 2014 г., за това са предвидени 41,3 милиона рубли.